# Тересини
Тересини — лісовий заказник місцевого значення. Об'єкт розташований на території Олевського району Житомирської області, ДП «Олевське ЛГ», Олевське лісництво, кв. 62, 63, 64, 69, 70, 71, 72 (вид. 1 — пл. 0,6 га); Кам'янське лісництво, кв. 4, 5, 6, 7, 10, 11, 12, 13, 14, 17, 18, 22, 29, 35.
Площа — 2189,7 га, статус отриманий у 2000 році.